# Paulin Talabot
Pour les articles homonymes, voir Talabot.
Paulin Talabot, né le 18 août 1799 à Limoges et mort le 20 mars 1885 à Paris, est un ingénieur polytechnicien, personnalité du monde ferroviaire, banquier et homme politique français. Il a contribué à l’essor du chemin de fer en France et à l’étranger, dirigeant la Compagnie du PLM de 1862 à 1882. Il participa à la fondation du Crédit lyonnais et de la Société générale. Il fut député et président du conseil général du Gard de 1865 à 1870.

## Biographie

### Naissance et formation
François, dit Paulin, Talabot est né le 18 août 1799 à Limoges, il est le quatrième des huit enfants (cinq garçons et trois filles) de François Talabot (1764-1839), avocat au parlement de Limoges, puis président du tribunal civil de Limoges, et Marie Agathe Martin-Lagrave. À la naissance de Paulin, son père est un bourgeois et un notable de la ville : il a été avocat au présidial avant d'occuper, après la Révolution, la fonction de président de son tribunal civil pendant vingt ans, même si les origines familiales sont plus modestes : son grand-père Marcel (1720-1777) était laboureur mais propriétaire et un paysan plutôt aisé.
Paulin Talabot entre à l'École polytechnique (promotion X 1819) puis intègre le corps des Ponts et Chaussées.

### Industrie

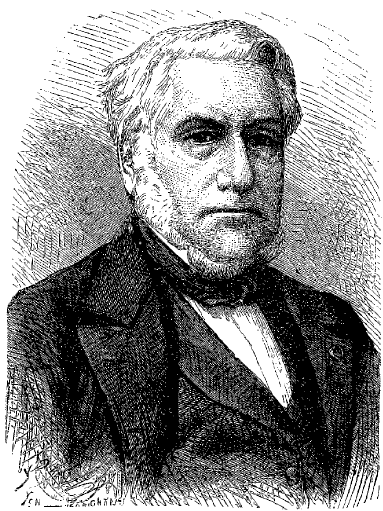
Portrait de Talabot.

Disciple de Barthélemy Prosper Enfantin, il fut plus tard un grand entrepreneur de chemins de fer et un grand capitaine d’industrie français.
La compagnie minière de Rochebelle et des forges de Tamaris (Alès) dirigée par le maréchal Soult l’ayant appelé pour améliorer le transport du charbon entre Alès et le canal du Midi Beaucaire-Aigues-Mortes (1829-1834) dans le Gard, près de Nîmes, Talabot opte finalement pour le chemin de fer, en raison de l’étiage du Gardon d'Alès en été.
Il participe à la création en 1836 de la « Compagnie des Mines de la Grand’Combe et des chemins de fer du Gard ». Au cours de voyages en Angleterre, il est allé se former auprès de Robert et George Stephenson qui l’initient et l’aident pour installer son propre chemin de fer entre Beaucaire et La Grand-Combe où se trouvent d'importants gisements en charbon. La gare de Ners entre Nîmes et Alès est d’ailleurs d’architecture anglaise, évocation sans doute de Paulin Talabot à ses maîtres britanniques.
Constructeur des premières lignes dans le Sud-Est de la France avec notamment pour proche collaborateur Charles Dombre, il étudie la jonction de la Méditerranée à la mer Rouge entre 1845 et 1847, ayant été choisi par la société d'études fondée par Prosper Enfantin (Talabot abandonnera à Ferdinand de Lesseps ce projet qui deviendra le canal de Suez). Talabot s’emploie par des fusions à former la compagnie du chemin de fer Paris-Lyon-Méditerranée (PLM), dont il devient le directeur général (1862-1882). Avec Jules Mirès, il modernise le port et reconstruit les docks de Marseille (vers 1856, en collaboration avec l’ingénieur Gustave Desplaces), ville à laquelle il est particulièrement attaché, au point de s'y faire édifier une somptueuse demeure — le « château Talabot » — par l'architecte Jules Bouchot.
Dans la première partie du XIXe siècle, l'idée de faire table rase des monuments du Moyen Âge, période d'obscurantisme, revenait avec régularité. Talabot, en 1846, dans le cadre de la construction du PLM, proposa de faire passer une voie ferrée sur le rempart nord d'Avignon. Dans son projet, il proposait pour empêcher toute critique que celui-ci soit « doublé d'un côté ou d'un autre suivant les convenances ». D'ailleurs, expliquait-il, le remblai serait maçonné et couronné de créneaux, ce qui permettrait de conserver à la cité des papes « son caractère original, pittoresque et Moyen Âge, mieux que les vieux remparts en mauvais état ». Comme il avait prévu de placer la gare à la porte de l'Oulle, un tunnel percerait le rocher des Doms.
Le conseil municipal d'Eugène Poncet se déclara très favorable. Il fut suivi par une partie de l'opinion publique qui pensait que ce remblai serait la meilleure des protections contre les crues du Rhône. Une voix s'éleva pourtant contre ce projet, ce fut celle d'Esprit Requien, immédiatement soutenu par Prosper Mérimée. Il lui écrivit :

« Personne ne déteste autant le pugilat que moi, mais ce que j'ai encore le plus en horreur, c'est de me laisser manger la laine sur le dos. À votre place, je ne me laisserai pas canuler par ces canailles du conseil municipal. Au point où les choses en sont venues, je crois que vous avez plus à perdre à la résignation qu'au regimbement… Vous avez une admirable invention au moyen de laquelle on vient à bout de monstres bien plus durs à cuire que ceux que dompta feu Hercule. C'est la presse. Il n'y a pas de maire, voire de ministre qui n'y laisse des plumes, quand on a surtout le bon droit. Usez-en… Battez-vous, battez-les »

— Prosper Mérimée.
De son côté, Mérimée fit un rapport à son ministre de tutelle, dénonçant cette initiative qu'il qualifiait de « malheur public », en lui demandant de s'opposer à « destruction de la célèbre enceinte et son remplacement par une voie ferrée et une gare inesthétiques ». L'affaire fut réglée lors des élections municipales, Eugène Poncet fut battu, son successeur Hyancinthe Chauffard annula immédiatement le projet de destruction des remparts.
En Algérie, il réalise des projets de chemins de fer et de transports maritimes, et d’exploitations minières (compagnie de Mokta el Hadid, mines de fer).
Il participa également au développement des chemins de fer italiens et autrichiens.

### Banques
Paulin Talabot participa à la création, en 1863, du Crédit lyonnais aux côtés des familles Arlès-Dufour, Enfantin, Chevalier et Germain. En 1864, il créa avec l’aide de la famille Rothschild la banque Société générale (dont il sera le premier directeur), pour faire face au Crédit mobilier des frères Péreire.

### Carrière politique
En plus d’être un grand et très fortuné industriel (il fut un temps la personne la plus imposée dans le Gard), Paulin Talabot fut élu plusieurs fois député du gouvernement (soutenant Napoléon III) et conseiller général du Gard (en 1861, après la disparition de Jean Duplan) avant d'échouer à la députation dans les Basses-Alpes (actuel département des Alpes-de-Haute-Provence).

### Décès et inhumation
« Monsieur Paulin Talabot, ingénieur en chef des Ponts et Chaussées, directeur honoraire de la Compagnie des chemins de fer de Paris à Lyon et à la Méditerranée, (NDLR : PLM) vient de mourir à Paris à l’âge de 85 ans. Le pays perd en lui l’un de ses hommes les plus éminents, un des ingénieurs qui ont le plus contribué en France au développement de nos voies ferrées et en particulier, au succès de la grande compagnie dont il a été le véritable créateur »
— revue Ingénieurs civils, 1885

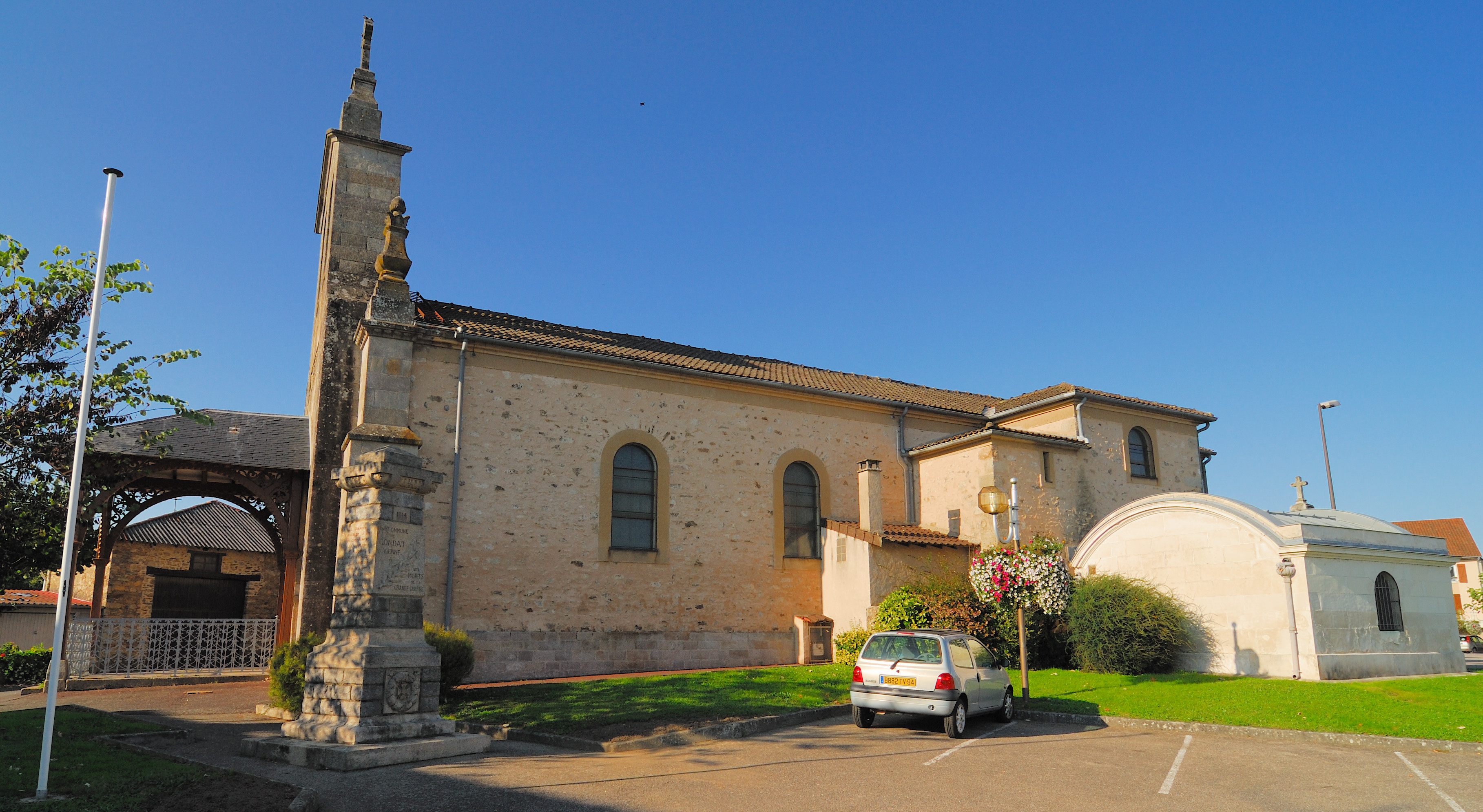
Église Saint-Martin de Condat avec sur le côté le caveau de Paulin Talabot

Après des obsèques à l'église de la Madeleine le 24 mars 1885 en présence des grands noms de l'industrie et de la politique, il est inhumé au cimetière du Père-Lachaise. Sa dépouille est plus tard transférée à Condat-sur-Vienne dans la banlieue de Limoges, où il avait des attaches et dont il avait financé la rénovation de l'église et des écoles. Il est inhumé dans un imposant caveau à côté de l'église.

### Vie personnelle
Il rencontra à Marseille Marie Savy (1822-1889), une jeune femme de l'Aveyron, alors au service d'une famille de notables de la ville. Malgré la différence d'âge (elle en avait 19 et lui 42) et de classe sociale, il l'épousa. Le couple repartit vivre à Paris où Marie Talabot tiendra salon. Elle est inhumée à Saint-Geniez-d'Olt, son village natal dont elle était devenue une bienfaitrice, dans un mausolée dominant la ville : le monument Talabot. Une variété de pêche porte son nom, créée par Gougibus, le jardinier de Paulin Talabot.

## Décorations
De nombreuses fois décoré, il était notamment :
- Chevalier de la Légion d'honneur, puis officier (30 août 1855[7]) et commandeur (13 août 1864[7])
- Grand croix de l'ordre de François-Joseph d'Autriche.

## Hommages

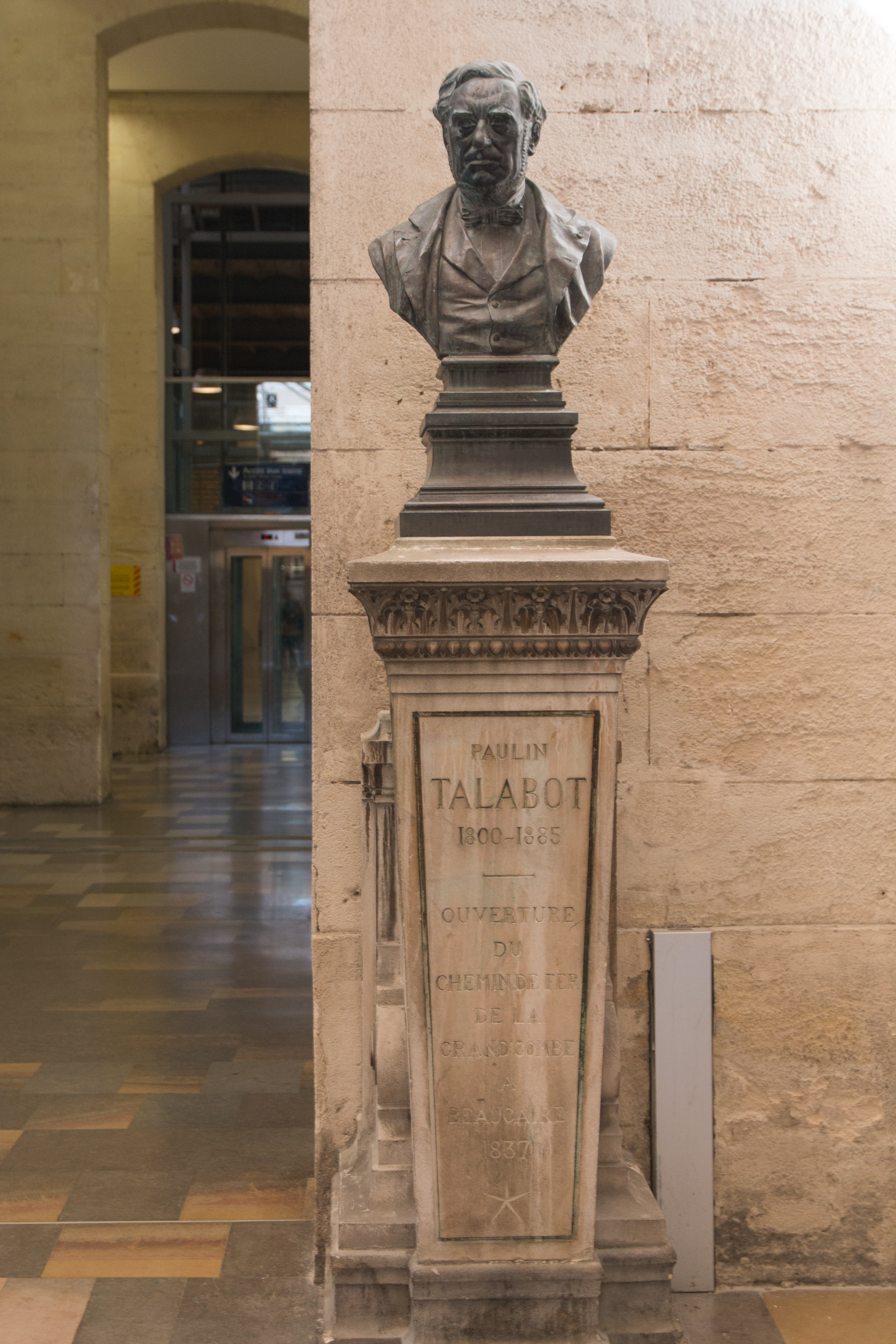
Buste de Paulin Talabot dans la gare de Nîmes.

- Il existe en France plusieurs voies publiques portant son nom (Arles, Limoges, Nîmes, Saint-Ouen, Toulouse, Yerres).
- Un buste de Paulin Talabot se trouve dans le hall de la gare de Nîmes.